# Banca centrale del Kenya
La Banca Centrale del Kenya (in swahili: Banki Kuu ya Kenya) è la banca centrale dello stato africano del Kenya.
La moneta ufficiale è lo scellino keniota.

## Storia
La CBK è entrata a far parte dell'Associazione delle banche centrali africane il 23 dicembre 1968.
In risposta alla pandemia di COVID-19, la CBK ha implementato, dal marzo 2w020 al marzo 2021, un programma di ristrutturazione dei prestiti per aiutare i mutuatari in difficoltà finanziarie. Questo programma è stato implementato da marzo 2020 a marzo 2021.
Nel 2021, l'Assemblea nazionale ha approvato una legge che autorizza la CBK a limitare i tassi di interesse e revocare le licenze dei prestatori digitali che violano la legge sulla protezione dei dati o la legge sulla protezione dei consumatori.
Nell'ottobre 2023, rispondendo alle domande di una commissione parlamentare per le finanze e la pianificazione nazionale, il governatore della CBK, Kamau Thugge, ha affermato che il calo delle riserve internazionali era dovuto a una sopravvalutazione dello scellino rispetto al dollaro. Questa situazione fa parte di una graduale riduzione della copertura delle importazioni da 5,5 mesi a 3,7 mesi. Thugge ha citato i dati del Fondo monetario internazionale e della Banca Mondiale che indicano la sopravvalutazione dello scellino a circa il 20-25%. Secondo il governatore, il tentativo di mantenere artificialmente un tasso di cambio forte è avvenuto al costo di perdere riserve internazionali vitali.